# Bacopa braunii
Bacopa braunii là một loài thực vật có hoa trong họ Mã đề. Loài này được (Ernst) Pennell mô tả khoa học đầu tiên năm 1946.